# ジェニファー・ウルリッヒ
ジェニファー・ウルリッヒ（Jennifer Ulrich 1984年10月18日-）は、ドイツ出身の女優。ジェニー・ウルリヒともクレジットされる。

## プロフィール
ドイツ民主共和国、東ベルリンリヒテンベルクの生まれ。2002年、マリア・フォン・ヘランド監督によるドラマ映画『ビタースウィート』で初となる映画出演を果たした。その後、映画『素粒子』や原発事故を扱い数々の賞を受賞した映画『みえない雲』に出演した。2008年、実際の出来事にもとづくサスペンス映画『THE WAVE ウェイヴ』にメインキャストのカロ役でユルゲン・フォーゲルとともに出演、また、『Tatort』を筆頭に多くのテレビシリーズにゲスト出演を果たした。2009年、伝記映画『Albert Schweitzer: A Life for Africa』でバーバラ・ハーシー、ジェローン・クラッベとともに出演。2010年早期、ホラー映画『ルーム 205』の撮影を開始、ほどなくしてドイツで劇場公開される。同年10月公開の映画 『ブラッディ・パーティ』でヴァンパイアのシャーロット役を演じ、オルヴィエートファンタジーホラー賞の新人賞を受賞した。2011年の夏、ダニエレ・ヴィカーリ監督のイタリア政治ドラマ映画『Diaz – Don't Clean Up This Blood』に主要な役の1人として出演、映画は2012年度ベルリン国際映画祭の特別パノラマ部門で観客賞を受賞、2012年4月にイタリアで劇場公開した。 2013年の独米映画『Meet Me in Montenegro』でイギリスのルパート・フレンドと共演した。

## 作品
- ビタースウィート Große Mädchen weinen nicht (2002年)
- キラータクシー Berlin - Eine Stadt sucht den Mörder (2003年)
- グリード Zwei zum Fressen gern (2006年)
- 素粒子 Elementarteilchen (2006年)
- みえない雲 Die Wolke (2006年)
- THE WAVE ウェイヴ Die Welle (2008年)
- グリム童話・長靴をはいたネコ Der gestiefelte Kater (2009年)
- ブラッディ・パーティ Wir sind die Nacht (2010年)
- ルーム 205 Zimmer der Angst (2011年)